# 真丘县
真丘县，中国隋朝古县名。
隋文帝开皇十六年（596年）改真阳县置真丘县，治所在今河南省正阳县北。属于纯州。隋炀帝大业二年（606年），改名真阳县，改属蔡州，大业三年（607年）改属汝南郡。 